# Românii din SUA
Comunitatea românilor din Statele Unite ale Americii sau a românilor americani (în engleză Romanian American) există din secolul al XIX-lea, când s-au stabilit în SUA primii emigranți români.

## Istorie

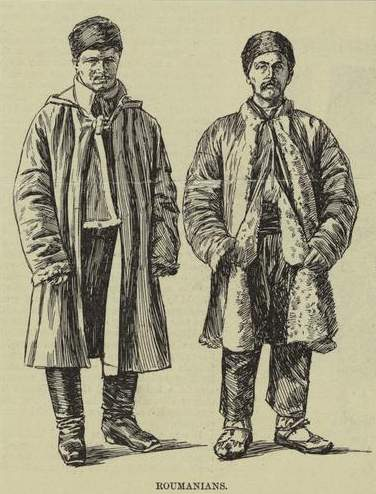
Imigranți români în New York, 1891

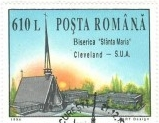
Biserica Ortodoxă "Sf. Maria", din Cleveland, fondată în anul 1904.

Emigrarea românilor în Statele Unite ale Americii a început în a doua jumătate a secolului al XIX-lea. Aceștia veneau mai ales din teritoriile aflate sub administrație austro-ungară (Transilvania, Banat, Bucovina, Crișana și Maramureș). Unii au plecat cu intenția de a lucra pentru câțiva ani, alții s-au hotărât să rămână definitiv. Aceștia au imigrat în special în centrele industriale din zona Marilor Lacuri (Cleveland, Chicago, Detroit etc).
Până în 1914 numărul românilor din Statele Unite ajunsese deja la 150.000.
Au imigrat și regățeni, majoritatea evrei, aceștia stabilindu-se mai ales în New York. 75.000 de evrei români au emigrat în perioada 1881-1914, majoritatea în Statele Unite.
În perioada interbelică emigrarea românilor s-a redus drept consecință a dezvoltării economice a României. În schimb, numărul de evrei care au plecau în Statele Unite a crescut, mai ales după creșterea avântului Mișcării Legionare.
După cel de-al Doilea Război Mondial imigrația română a crescut din nou. De această dată au venit oameni din toată România, care s-au stabilit în principal în California, Florida și New York.
Peste 53% dintre românii-americani care nu s-au născut în Statele Unite au venit după 1980.
La recensământul american din anul 2000, 340.000 de americani cu vârste de peste 5 ani (0,11% din totalul populației) s-au declarat vorbitori de limba română, aceasta fiind astfel a douăzeci și una limbă vorbită în Statele Unite.

### Cauzele emigrației românilor peste Ocean
Anumite condiții externe au favorizat, în mare măsură, declanșarea și proporțiile ulterioare ale fenomenului imigraționist românesc. „Migrarea” capitalului nord-american în zona cu resurse naturale bogate din sudul Marilor Lacuri, din America de Nord, lipsa continuă de forță de muncă cu care se confrunta societatea americană, capacitatea de absorbție constant ridicată a pieței muncii din regiunile agricole încă neexploatate și cele industriale în curs de expansiune, coroborate cu descreșterea emigrației din Europa Occidentală în ultimul sfert al secolului al XIX-lea, au constituit factori externi importanți care au stimulat migrațiile transoceanice, în special cele din Europa Răsăriteană.
Condițiile interne, care s-au aflat la originea emigrării românilor în Lumea Nouă, sunt clasificate în mai multe categorii. Avem așadar, pe această cale, diferite cauze de natură: demografică, economică, politică și socială.

#### Cauze demografice
În a doua jumătate a secolului al XIX-lea, mai precis spre finalul acestui secol, s-a înregistrat o creștere exponențială a populației, din regiunea Transilvaniei în special, ca urmare a unei natalități ridicate. Acest spor demografic pozitiv s-a făcut simțit mai ales la începutul secolului al XX-lea când surplusul de populație juvenilă s-a confruntat cu greutățile mari din mediul rural și, astfel, a ales ca soluție salvatoare emigrarea.

#### Cauze economice
Cea mai numeroasă clasă socială românească de la finalul secolului al XIX-lea era reprezentată de către țărănime, în Transilvania, Banat ori Bucovina, dar și în Regatul României (Regatul Vechi). Statistica efectuată în Transilvania la 1895 consemna circa 884.000 de proprietăți/gospodării mai mici de 50 de hectare. Dintre acestea, jumătate, adică 442.000, erau proprietăți mai mici de 2,8 hectare, iar suprafața lor totală era de 456.000 de hectare. Așadar, suprafața medie a unei astfel de proprietăți/gospodării era de un hectar, suprafață care cu greu asigura supraviețuirea lucrătorilor acestei bucăți de pământ. Conform acestor date statistice, putem stabili faptul că în jurul anului 1895, în Transilvania existau aproximativ 440.000 de familii de țărani destul de săraci. Astfel, aproape 50% din numărul tuturor proprietarilor agrari deținea abia 6,5% din suprafața proprietăților agricole private. Acest lucru însemna că în jur de 1.000.000 de țărani munceau, pentru a putea supraviețui, pe întinsele domenii ale moșierilor, în special maghiari, pe lefuri insuficiente. 
Veniturile bănești mici și lipsa acută de bani, politica fiscală dură, mărirea exagerată a taxelor de tot felul, gradul ridicat de îndatorare al țăranilor la bănci și/sau cămătari, evoluția extrem de lentă a procesului de industrializare și lipsa unor lucrări publice de mare amploare care să absoarbă forța de muncă de la țară au reprezentat principalele cauze de natură economică care au favorizat emigrarea din ce în ce mai accentuată a celor defavorizați. Situații relativ asemănătoare se regăseau și în celelalte regiuni locuite de români, nu numai în Transilvania.
În studiul său din anul 1913, intitulat „Românii din America. O călătorie de studii în Statele Unite”, de Iosif-Ion Șchiopul, evidenția faptul că motivațiile cele mai puternice, care determină emigrarea românilor în America, au fost dintotdeauna și vor rămâne în continuare cele din rațiuni economice. 

#### Cauze politico-sociale
Cauzele politice ori politico-sociale au determinat, în principal, emigrarea românilor din teritoriile aflate sub stăpânire străină (Transilvania, Banat, Bucovina). Odată cu crearea monarhiei dualiste austro-ungare în anul 1867, s-a intensificat și procesul de deznaționalizare și de maghiarizare a românilor din Transilvania. O serie de legi și de politici anti-românești, adoptate de către autoritățile maghiare din Transilvania și de către autoritățile austriece din Bucovina, aveau drept scop diminuarea și subminarea elementului majoritar românesc din aceste regiuni și întărirea/încurajarea elementului maghiar sau a celui german. 
Incertitudinea, nesiguranța și teama induse prin aceste politici severe de deznaționalizare au condus și ele, alături de lipsurile economice sau de creșterea natalității, la o emigrare serioasă a românilor din aceste teritorii înspre Regatul României ori spre subcontinentul nord-american, din dorința de a accede la o viață materială mai bună și de a scăpa de persecuții.

## Distribuție

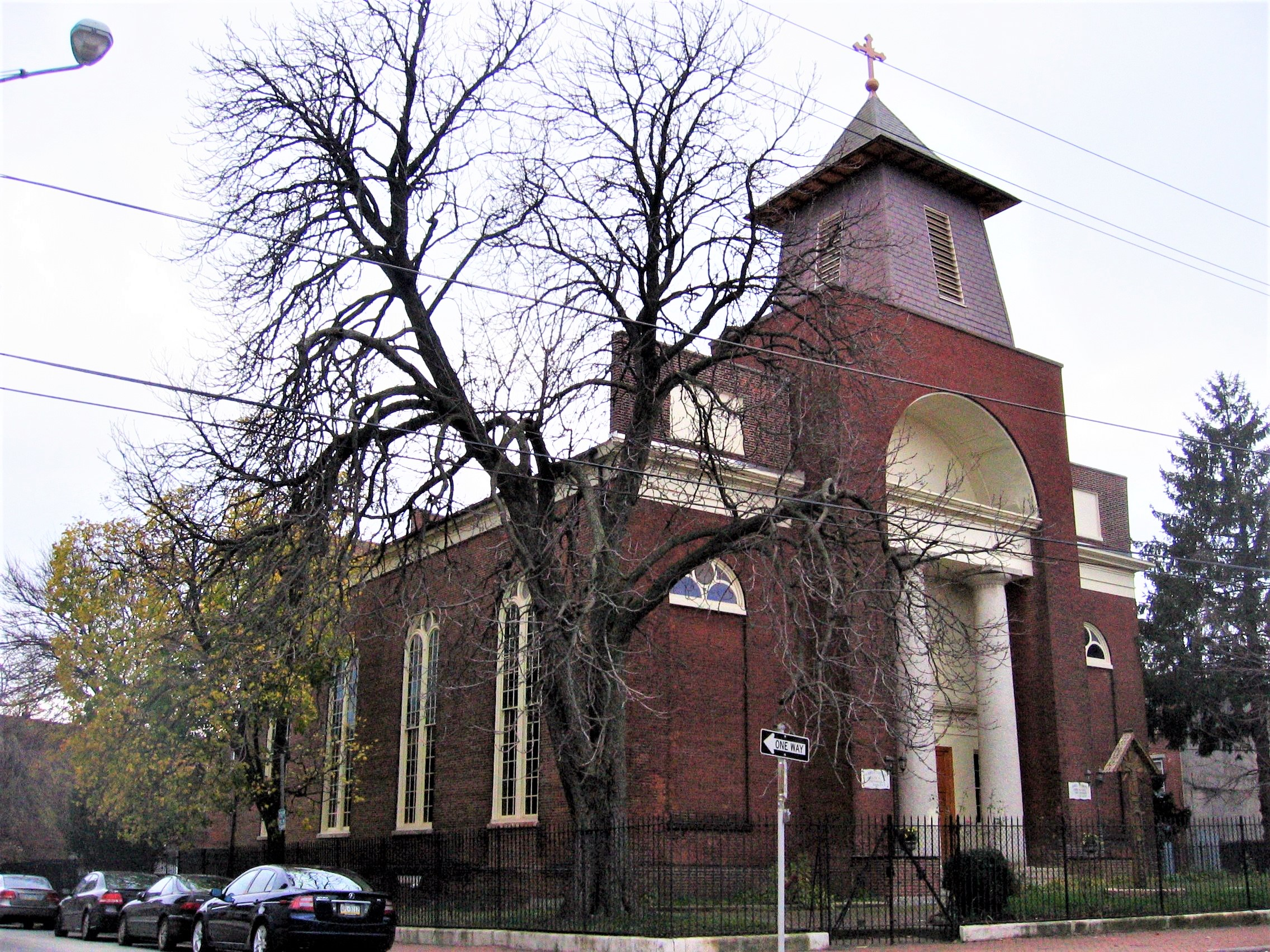
Biserica ortodoxă română "Sf. Treime" din Philadelphia

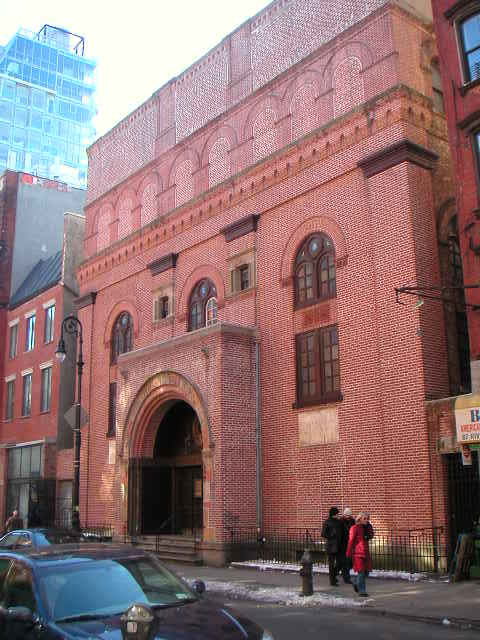
Prima sinagogă româno-americană pe partea de est inferioară a Manhattan-ului, orașul New York. În 1998, clădirea a fost înregistrată în Registrul Național al Locurilor Istorice. În 2006 a fost demolată.

Românii americani sunt răspândiți prin S.U.A., fiind concentrați în estul și nord-estul țării, în state ca Michigan, Ohio, Illinois și New York, iar în sud-est, sunt comunități în Georgia (Metro Atlanta), Florida (Florida de Sud) și Alabama (Montgomery). De asemenea, există comunități semnificative de români în vestul și estul extrem al Statelor Unite, mai exact în New York, California (Los Angeles și Sacramento) și Arizona (Tucson).
Statele cu zece cele mai mari populații estimate de români americani sunt:
1. New York (161.900);
2. California (128.133);
3. Florida (121.015);
4. Michigan (119.624);
5. Pennsylvania (114.529);
6. Illinois (106.017);
7. Delaware (84.958);
8. Ohio (83.228);
9. Georgia (47.689);
10. orașul Indianapolis (42.989) din Indiana;
11. orașul Dallas (14.878) din Texas.

## Cultura românilor din S.U.A.
Cultura românească se interesectează cu cea americană. Americanii originari din România adoptă cultura americană, dar sunt și americani nativi cu o puternică moștenire românească.
Cultura românească se manifestă în diverse moduri, precum: muzica românească, ziare, biserici, organizații culturale și grupuri, precum Congresul Româno-American sau Societatea Mesei Rotunde (NFP). Pe plan religios, predominante sunt Biserica Ortodoxă Română și Biserica greco-catolică română, ce constituie semne importante ale prezenței românești în Statele Unite, cu biserici în aproape toate marile orașe din țară. Există o episcopie română ortodoxă, condusă de Nathaniel Popp, precum și Eparhia "Sfântul Gheorghe de Canton", română unită, condusă de John-Michael Botean (Ion-Mihai Botean). Copiii americani de origine română sunt de obicei învățați atât româna, cât și engleza.
Una dintre cele mai cunoscute mâncăruri de origine românească este pastrama.

## Galerie

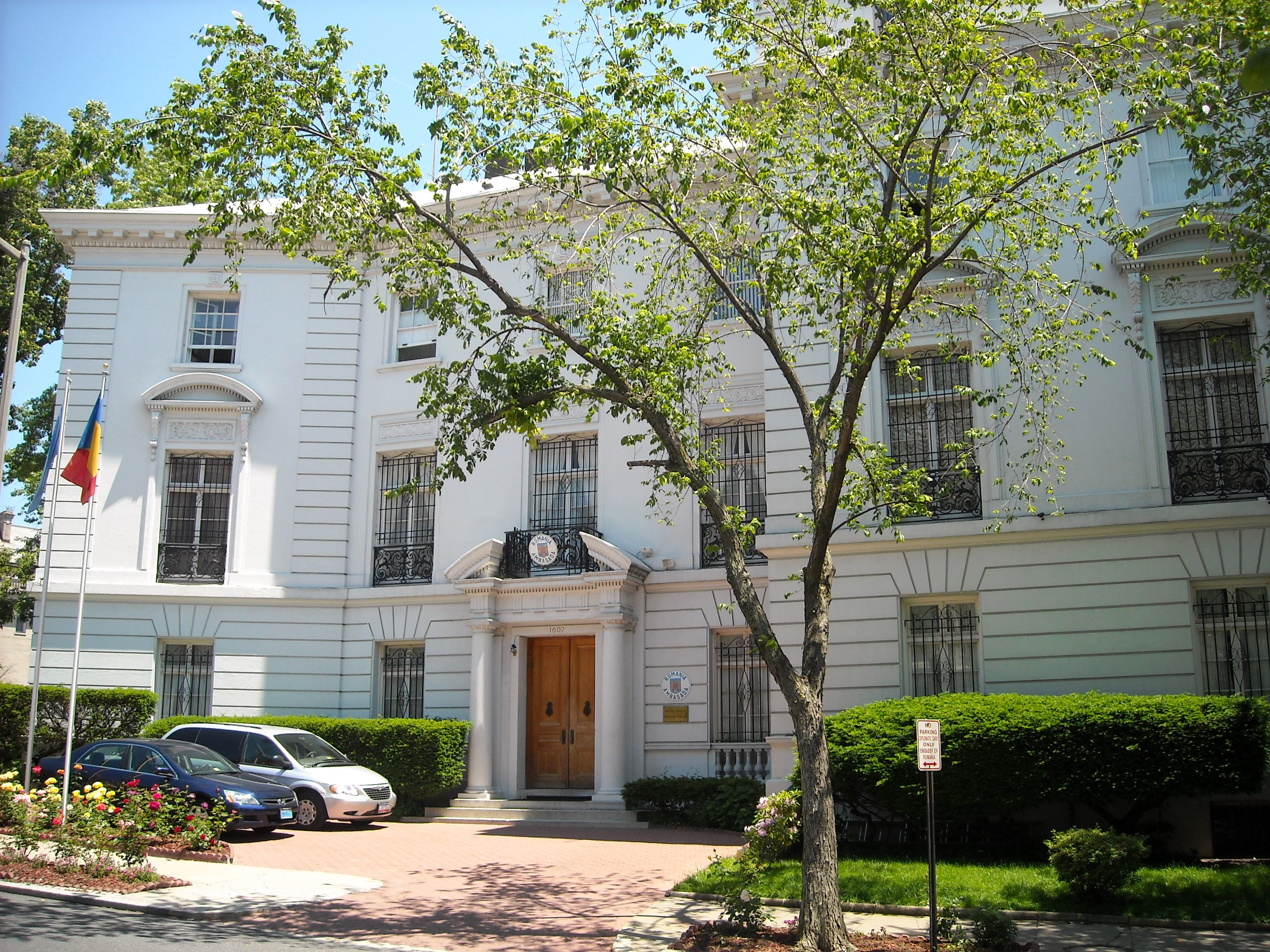
Ambasada României din Washington, D.C.
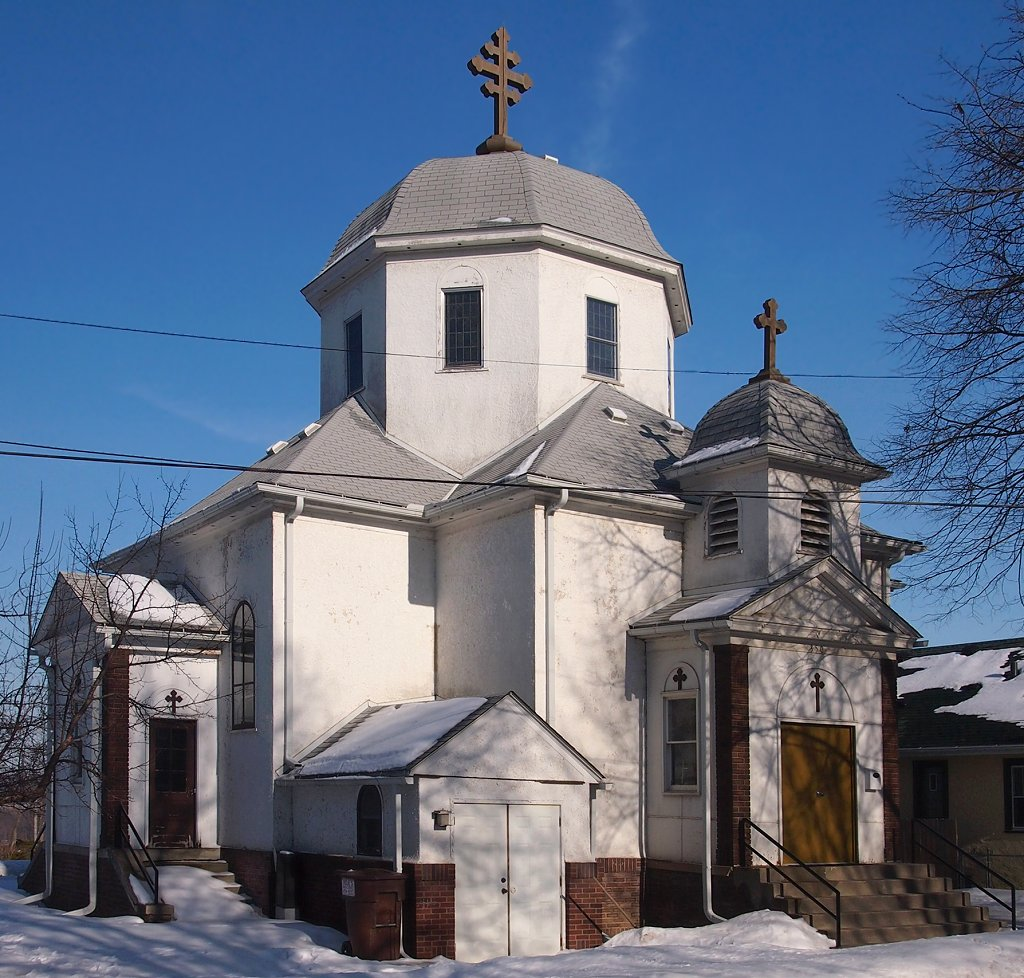
Biserica ortodoxă română "Sfântul Ștefan" din Minnesota
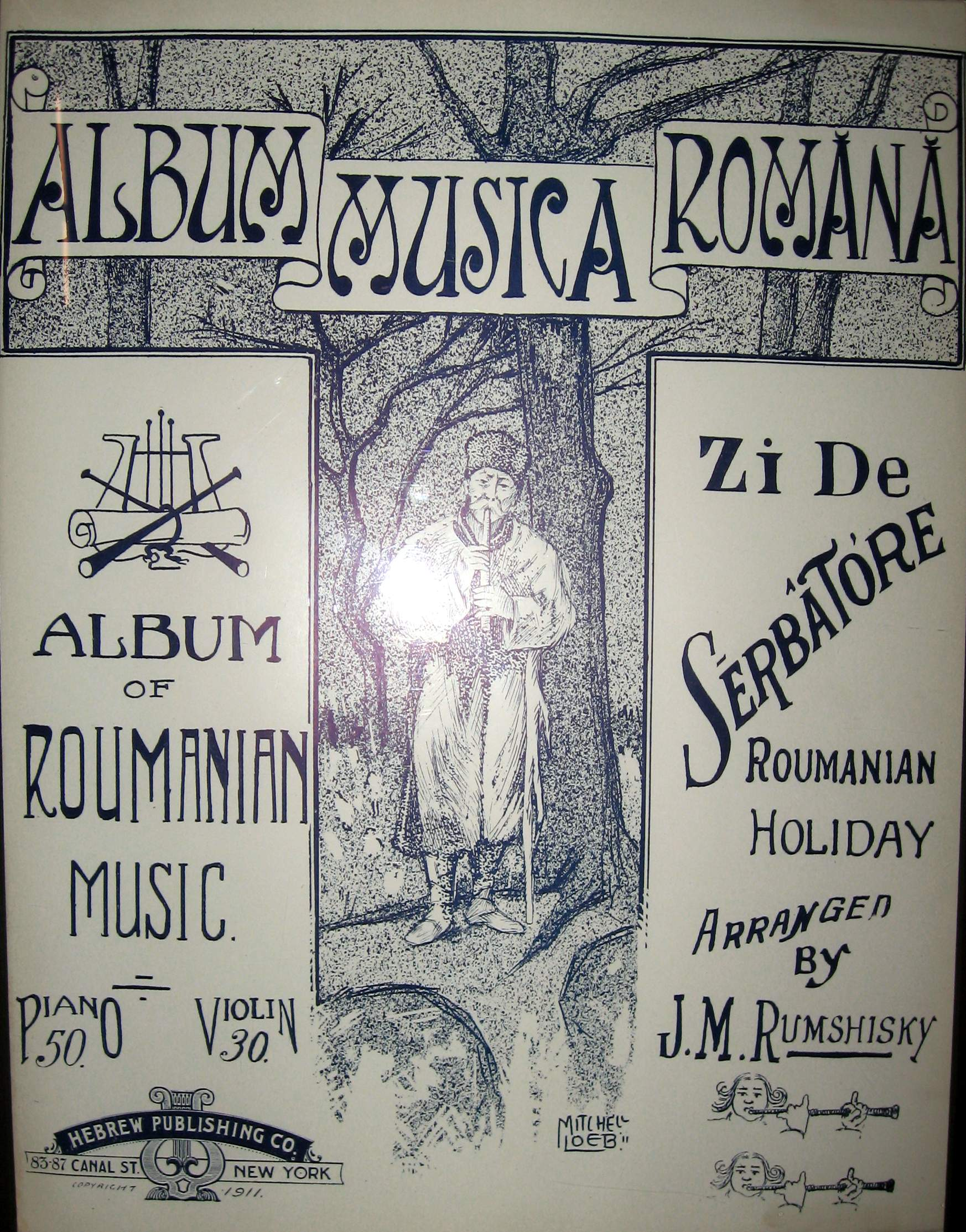
Un album cu muzică românească realizat de imigranții evrei din România la New York, la începutul secolului al XX-lea.